# 丹麥的約阿基姆王子
约阿基姆王子殿下（丹麥語：Hans Kongelige Højhed Prins Joachim，1969年6月7日—），全名约阿基姆·霍尔格·瓦尔德马·克里斯蒂安（丹麥語：Joachim Holger Waldemar Christian），丹麥王室成員，為玛格丽特二世次子。

## 個人生活
1995年11月18日约阿希姆迎娶亚历珊德拉·克里斯蒂娜·曼丽（文雅麗），她父亲是一个有英国、中国、波兰和奥地利血统的香港前银行家。他们有两个孩子：尼古拉王子和费利克斯王子。2004年9月，他们宣布他们分居，传媒一般认为是由于文雅丽投身公益事业，而约阿希姆王子“忙于”参观足球比赛、参加赛车和摇滚乐演唱会以及夜间派对等娱乐，二人性格不合而致。夫妇于2005年4月8日正式离婚。 约阿希姆的第二任妻子是來自法國的瑪麗王妃，有兩个孩子：亨利王子及雅典娜公主。
2005年10月16日，当他们的侄子（弗雷德里克王储的儿子）出生时，约阿希姆下降为丹麦王位第三位继承人。他目前居住在南日德兰半岛的Schackenborg庄园。
約阿希姆王子的四個孩子都沒有被稱為王室殿下（ His/Her Royal Highnesses），而在丹麥宮廷中只是被稱為殿下（His/Her Highnesses）。丹麥王室於2022年9月28日宣布，從2023年1月1日起，他的所有四個孩子都將不再被稱為王子/公主，而是蒙珀扎伯爵/女伯爵閣下。

## 榮譽
- 丹麦 大象勳章騎士 (Knight of the Order of the Elephant)
  - 丹麦国旗勋章大司令級 (Grand Commander of the Order of the Dannebrog)

#### 其他榮譽
- 盧森堡 拿騷的阿道夫勳章（英语：Order of Adolphe of Nassau）大十字級 (Grand Cross of the Order of Adolphe of Nassau)